# Sara El-Khouly
Sara El-Khouly (tiếng Ả Rập: سارة الخولي; sinh ngày 15 tháng 2 năm 1988 tại Cairo, Ai Cập) là một người mẫu và nữ hoàng sắc đẹp người Ai Cập. Cô là người gốc Croatia và lớn lên ở Dubai, Các Tiểu vương quốc Ả Rập Thống nhất.

## Hoa hậu Ai Cập Thế giới 2010
Sara là Á hậu 2 của cuộc thi hoa hậu quốc gia Hoa hậu Ai Cập 2010 và được trao vương miện Hoa hậu Ai Cập 2010 vào ngày 7 tháng 7 năm 2010 tại Cairo. Vào thời điểm đăng quang, cô là sinh viên tại Đại học Sharjah. Cuối cùng, vào ngày 20 tháng 10 năm 2010, cô đại diện cho quốc gia của mình tham gia cuộc thi sắc đẹp Hoa hậu Thế giới 2010, được tổ chức tại Sanya, Trung Quốc. Cô không nằm trong số 25 thí sinh vào vòng bán kết của cuộc thi. Danh hiệu Hoa hậu cuối cùng thuộc về Alexandria Mills, thí sinh đại diện của Hoa Kỳ.

## Hoa hậu Địa Trung Hải 2011
Vào ngày 4 tháng 6 năm 2011, Sara đại diện cho Ai Cập tham gia cuộc thi Hoa hậu Địa Trung Hải năm 2011 được tổ chức tại Nicosia, Síp. Cô đánh bại 14 thí sinh khác để mang về vương miện và danh hiệu. Điều này đánh dấu đại diện Ai Cập đầu tiên đến một cuộc thi quốc tế sau cuộc cách mạng Ai Cập năm 2011.

## Hoa hậu Hoàn vũ 2011
Do tình hình chính trị ở Ai Cập, không có cuộc thi sắc tộc quốc gia vào năm 2011. Là thí sinh tham dự cuộc thi sắc đẹp, Sara được chọn lựa là đại diện chính thức của Ai Cập cho tham gia thi Hoa hậu Hoàn vũ 2011 được tổ chức vào ngày 12 tháng 9 năm 2011 tại São Paulo, Brazil.